# Ghotur
Ghotur (perski: قطور) – miasto w Iranie, w ostanie Azerbejdżan Zachodni. W 2006 roku liczyło 3962 mieszkańców.